# Cactarium

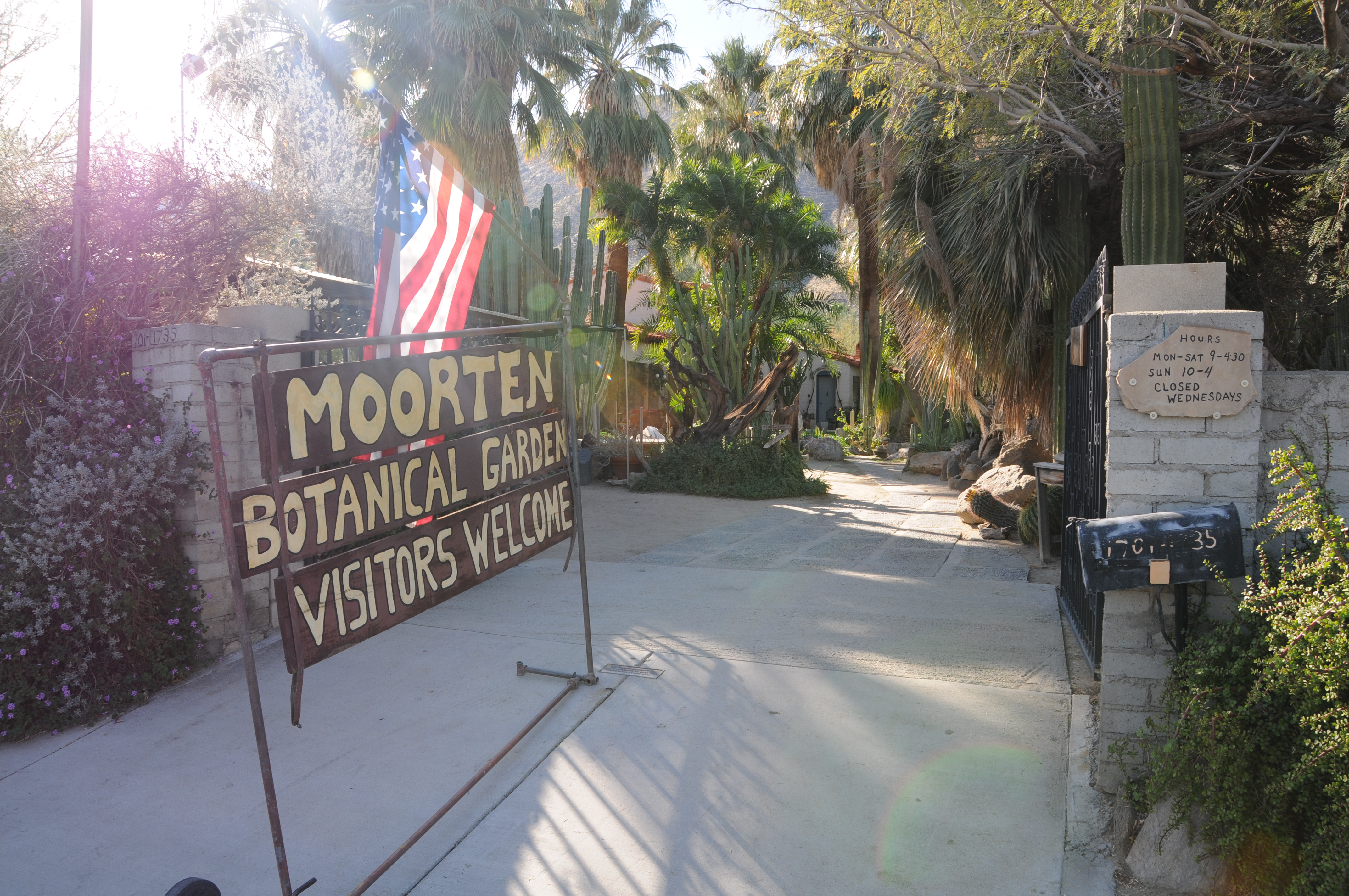
Jargin botanique et cactarium à Palm Springs, Californie

Un cactarium est un jardin spécialisé présentant les collections de cactus et plus largement les plantes qui poussent dans les régions désertiques. Les plantes collectionnées sont des plantes qui dans le cours de leur évolution se sont adaptées à des conditions climatiques de sécheresse extrême.

## Adaptation en milieu naturel
Pour survivre, ces espèces se sont adaptées aux conditions désertiques.
Pour limiter la perte d'eau en fonction du régime climatique, elles ont, au cours de leur évolution :
- transformé leurs feuilles en épines. La fonction chlorophyllienne étant assurée par les tiges.
- acquis une surface extérieure couverte de cire pour stopper une transpiration excessive qui serait fatale.
- fini par garder leurs feuilles en saison humide et les perdre en saison sèche.

Pour puiser l'eau, généralement, elles ont, au cours de leur évolution, développé un système racinaire puissant capable de puiser l'eau à grande profondeur.
Ces espèces végétales profitent de la moindre courte période de pluie pour se dépêcher de fleurir et de produire des graines afin de s'assurer des générations futures. Le sol stocke les semences jusqu'à la prochaine pluie.

## Culture
Dans un environnement qui n'est pas leur milieu naturel, leur culture se fait sous serre pour apporter la chaleur qui leur manque en hiver et pour contrôler très précisément l'apport en eau qui ne doit pas être excessif. Généralement les plantes sont donc cultivées en pot pour contrôler l'eau plus efficacement.
Le substrat doit être adapté aux conditions de vie de ces plantes particulières. Il doit être perméable pour que l'eau ne stagne pas au niveau des racines. Les coupelles sont donc à éviter dans leur cas.